# Hur Gorostiaga
Hur Gorostiaga Badiola (San Sebastián, Guipúzcoa, 4 de agosto de 1972) es un periodista vasco, director de Seaska, federación de ikastolas del País Vasco francés.
Trabajó en Euskaldunon Egunkaria durante ocho años desde 1993 hasta 2001. Durante esos años escribió más de mil noticias en el periódico.
En 2001 se convirtió en el redactor del recién fundado periódico Le journal du Pays Basque, periódico publicado en el País Vasco francés, con su último número se publicado el 21 de diciembre de 2013. La mayoría de las páginas estaban escritas en francés, aunque también había artículos en euskera. Hur Gorostiaga fue el primer director de este periódico.
El año 2008 asumió la dirección de Seaska, que es la federación de ikastolas del País Vasco francés, cuyo objetivo es garantizar la educación vasca de los niños de Labort, Baja Navarra y Sola.